# Myrmecia flammicollis
Myrmecia flammicollis is een mierensoort uit de onderfamilie van de Myrmeciinae. De wetenschappelijke naam van de soort is voor het eerst geldig gepubliceerd in 1953 door Brown.